# Herbert Kolb (Germanist)
Herbert Richard Kolb (* 6. Januar 1924 in Venzka; †  17. September 1991 in München) war ein deutscher Germanist.

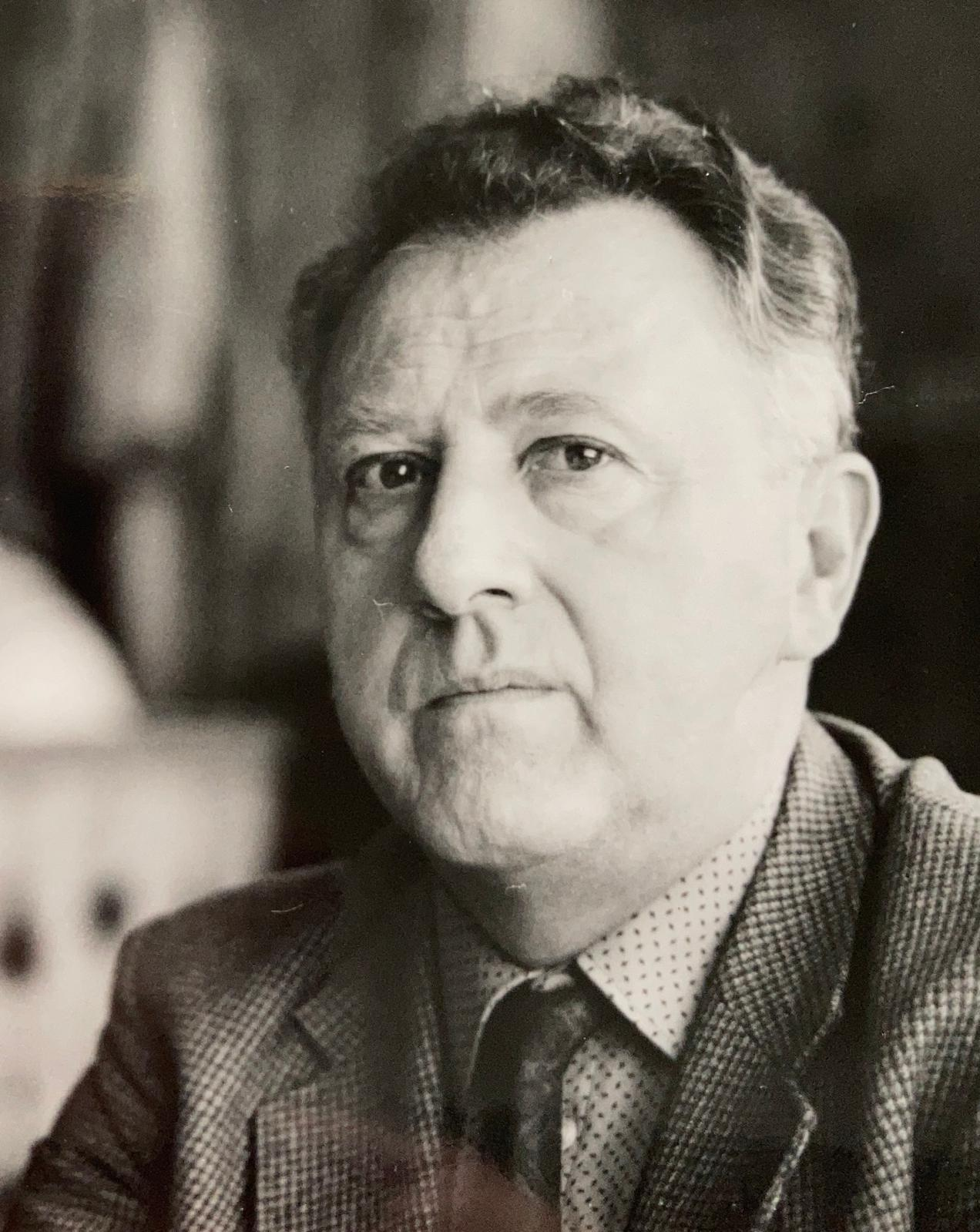
Schwarz-weiß Porträt-Fotografie aus 1983 aus dem privaten Familienarchiv der Familie Kolb.

## Leben
Ab 1962 war er Dozent für alte deutsche Philologie an der FU Berlin, ab 1965 Professor an der TU Berlin und ab 1971 Professor an der Universität Düsseldorf.

## Schriften (Auswahl)
- Der Begriff der Minne und das Entstehen der höfischen Lyrik (= Hermaea. Neue Folge, Band 4, ISSN 0440-7164). Tübingen 1958.
- Munsalvaesche. Studien zum Kyotproblem. Eidos, München 1963, OCLC 460099358, (Zugleich: Berlin, Freie Universität, Habilitations-Schrift, 1962).
- als Herausgeber mit Ursula Hennig: Mediaevalia litteraria. Festschrift für Helmut de Boor zum 80. Geburtstag. Beck, München 1971, ISBN 3-406-03353-9.
- als Herausgeber Hartmut Lauffer (Hrsg.): Sprachliche Interferenz. Festschrift für Werner Betz zum 65. Geburtstag. Niemeyer, Tübingen 1977, ISBN 3-484-10285-3.

### Beiträge in Zeitschriften
- Sprache des Veranlassens. In: Sprache im technischen Zeitalter. Heft 5, 1963, S. 372–387.

### Bücher
- Wilzenbach - wenn der noch dagewesen wäre (Roman). Sigbert Mohn Verlag, Gütersloh 1964, Buch Nr. 906. (190 Seiten)